# George E. Gard
George E. Gard (16 janvier 1843 – 10 mars 1904) est l'un des deux seuls hommes à avoir été à la fois chef du Los Angeles Police Department à Los Angeles, en Californie, aux États-Unis et shérif du comté de Los Angeles, le second étant William A. Hammel. Il est le quatrième chef de la ville (12 décembre 1880 - 10 décembre 1881), succédant à Henry King (en) et le 16e shérif du comté (1884-1886), succédant à Alvan T. Currier.

## Source de la traduction
- (en) Cet article est partiellement ou en totalité issu de l’article de Wikipédia en anglais intitulé « George E. Gard » (voir la liste des auteurs).